# Атанас Сарайдаров
Атанас Иванов Сарайдаров е български военен деец, полковник, войвода на Върховния македоно-одрински комитет.

## Биография
Атанас Сарайдаров е роден на 16 май 1866 година в ресенското село Златари, тогава в Османската империя, днес в Северна Македония. Завършва Военното на Негово Княжеско Височество училище в 10-и випуск и на 7 ноември 1888 година е произведен в чин подпоручик. Като офицер влиза в Тайните офицерски освободителни братства. В 1902 година, в навечерието на Горноджумайското въстание излиза в редовен полагаем отпуск, а след изтичането му подава заявление за излизане в запас (21 ноември 1902 – 7 май 1903) и участва във въстанието.
Командва на Артилерийско отделение в 6-и артилерийски полк в Сливен. Участва в Балканската и Междусъюзническата война. През Първата световна война командва 16-и артилерийски полк. След края на войната, на 5 юли 1919 година е уволнен от служба.
Загива при атентата в църквата „Света Неделя“ през 1925 година.

## Семейство
Полковник Сарайдаров е баща на военния деец от Втората световна война полковник Асен Сарайдаров. Дъщеря му Вера е омъжена за юриста и депутат в XXII обикновено народно събрание Грую Павлов (1886 – 1951).

## Военни звания
- Подпоручик (7 ноември 1888)
- Поручик (7 ноември 1890)
- Капитан (1896)
- Майор (1906)
- Подполковник (18 май 1913)
- Полковник (27 февруари 1917)